# Lendas (DC Comics)
Lendas (Legends, no idioma original) foi uma minissérie em quadrinhos da DC Comics, com crossovers através dos títulos regulares da editora, e foi a primeira saga da DC Comics logo após Crise nas Infinitas Terras. A minissérie principal foi escrita por John Ostrander e Len Wein, e desenhada por John Byrne.

## Histórico da publicação
As seis edições da série Lendas podem ser lidas como uma breve história ou podemos ler a minissérie como uma longa história, que além dos 22 capítulos também incluímos as 6 edições de Legends, entre os cruzamentos citamos principalmente as edições dos títulos Batman, Superman e Secret Origins. Ela também foi o primeiro grande crossover do Universo da DC após os eventos de Crise Nas Infinitas Terras.
Lendas serviu principalmente como forma de lançamento para várias novas séries. Após a saga surgiram o volume 2 do Flash, a reativação do título Justice League escrita por Keith Giffen e J. M. DeMatteis e as operações do novo grupo formado pelo governo em Suicide Squad (Vol. 1).  A série também trouxe a introdução no pós-Crise do Universo DC do Capitão Marvel (a minisséire Shazam: The New Beginning recontou a origem do Capitão Marvel na Nova Terra) bem como da Mulher-Maravilha, que teve sua história reescrita pela DC Comics durante o tempo de publicação de Lendas.

## O enredo
Basicamente, Darkseid, o senhor de Apokolips, tendo uma conversa com o Vingador Fantasma, advertiu que as lendas da Terra (no caso, os super-heróis) não se manteriam perseverantes se a população se voltasse contra eles. Darkseid então elaborou um plano para desacreditar todos os super-heróis da Terra, fazendo o planeta mais vulnerável a uma invasão posterior sua. Ele a Terra enviou um servo dele, o Glorioso Godfrey, que tinha a habilidade de cativar suas vítimas com sua voz. Godfrey disfarçou-se como G. Gordon Godfrey, e elaborou uma extensa campanha publicitária contra os superseres, afirmando que eles só traziam maus exemplos, que incentivavam a violência, que a população não deveria confiar sua segurança a mascarados, e que os supervilões não existiriam se não fossem os heróis.
A população revoltou-se contra a comunidade heróica. O Presidente (Ronald Reagan), temendo pânico em alto escala, proibiu por decreto a atividade de superseres durante o episódio.

## Subplanos
Nesse ínterim, Darkseid também fez diversos pequenos planos, a fim de atingir a vida pessoal dos heróis:
- Contra Superman, fez o Homem de Aço perder a memória nas fossas de fogo de Apokolips, onde ele tornou-se um de seus guerreiros temporariamente;

- Fez Capitão Marvel pensar que havia matado Macro-man com seu raio mágico, fazendo com que seu alter-ego, Billy Batson, jurasse jamais se transformar novamente no Mortal mais poderoso da Terra (o vilão havia instalado explosivos em Macro-man, de modo que explodira quando Capitão disse a palavra Shazam).

- Instigou na mente de Rudy Jones uma compulsão que desencadeou eventos que o transformaram no Parasita, fazendo-o um problema para Nuclear;

- Liberou o gigante de fogo Enxofre na Terra, causando destruição;

## Desfecho
Quando Godfrey e seus partidários tentaram invadir o Congresso americano usando Cães de Guerra de Darkseid, o Sr. Destino formou uma nova Liga da Justiça (ela havia sido debandada depois que Comandante Gládio e Vibro foram mortos por androides do Professor Ivo). Godfrey conseguiu roubar o elmo de Nabu de Sr. Destino, desejando seu grande poder, mas quando pôs o elmo, Nabu o tornou insano, fazendo com que todas as pessoas persuadidas por Godfrey vissem seu próprio erro em segui-lo.

## Surgimento de heróis
Ao passo que alguns heróis se sentiam incomodados com a perseguição da população e mídia, outros surgiram deste conflito.
- A Mulher-Maravilha envolvia-se agora com o resto do Universo DC (relembrando que após Crise nas Infinitas Terras, a história da amazona foi reescrita, e ela veio pela primeira vez ao mundo dos homens durante Lendas.)

- O Esquadrão Suicida foi formado pelo governo, com o objetivo de enfrentar ameaças visto que o Presidente proibiu o envolvimento de superseres durante a série Lendas.

- A Liga da Justiça foi reativada. Com a formação inicial de Mutano, Superman, Capitão Marvel, Sr. Destino, Batman, Mulher-maravilha, Guy Gardner, Caçador de Marte, Besouro Azul, The Flash (Wally West) e Canário Negro, eles conseguiram expulsar os Cães de Guerra de Darkseid do Congresso Americano. A seguir, o grupo ganhou sua própria revista sendo escrita por J. M. DeMatteis e Keith Giffen (pois o título anterior havia sido cancelado, semanas antes, em Justice League 261).

## Cronologia da história
A ordem de leitura oficial foi anunciada da seguinte forma pela DC Comics:
- Capítulo 1 Cross-over: Batman #401 (Novembro de 1986): "A Bird in the Hand..."
- Capítulo 2 Cross-over: Detective Comics #568 (Novembro de 1986): "Eyrie"
- Legends #1 (Novembro de 1986): "Once Upon A Time...!"
- Capítulo 3 Cross-over: Green Lantern Corps vol. 1, #207 (Dezembro de 1986): "Simple Minds"
- Legends #2 (Dezembro de 1986): "Breach of Faith!"
- Capítulo 4 Spin-off: Cosmic Boy #1 (Dezembro de 1986): "Those Who Will Not Learn the Lessons of History...
- Capítulo 5 Cross-over: Justice League of America #258 (Janeiro de 1987): "The End of the Justice League of America: Saving Face"
- Capítulo 6 Spin-off: Secret Origins vol. 2, #10 (Janeiro de 1987): "The Phantom Stranger"
- Capítulo 7 Cross-over: Firestorm, the Nuclear Man #55 (Janeiro de 1987): "The Stench of Brimstone"
- Legends #3 (Janeiro de 1987): "Send For... the Suicide Squad!"
- Capítulo 8 Spin-off: Cosmic Boy #2 (Janeiro de 1987): "Is History Destiny?"
- Capítulo 9 Cross-over: Justice League of America #259 (Fevereiro de 1987): "The End of the Justice League of America: Homecoming"
- Capítulo 10 Cross-over: Firestorm, the Nuclear Man #56 (Fevereiro de 1987): "Firestorm No More"
- Capítulo 11 Cross-over: Blue Beetle vol. 6, #9 (Fevereiro de 1987): "Timepiece!"
- Legends #4 (Fevereiro de 1987): "Cry Havoc...!"
- Capítulo 12 Cross-over: Warlord vol. 1, #114 (Fevereiro de 1987): "When A Legend Dies"
- Capítulo 13 Spin-off: Cosmic Boy #3 (Fevereiro de 1987): "Past, Present... and Future"
- Capítulo 14 Cross-over: Justice League of America #260 (Março de 1987): "The End of the Justice League of America: Flesh"
- Capítulo 15 Cross-over: Blue Beetle vol. 6, #10 (Março de 1987): "Time on His Hands"
- Capítulo 16 Cross-over: Warlord vol. 1, #115 (Março de 1987): "The Citadel of Fear"
- Capítulo 17 Cross-over: Superman vol. 2, #3 (Março de 1987): "Legends From the Darkside"
- Capítulo 18 Cross-over: Adventures of Superman #426 (Março de 1987): "From the Dregs"
- Capítulo 19 Cross-over: Action Comics #586 (Março de 1987): "The Champion!"
- Legends #5 (Março de 1987): "Let Slip the Dogs of War"
- Capítulo 20 Spin-off: Cosmic Boy #4 (Março de 1987): "Time Without End"
- Capítulo 21 Cross-over: Justice League of America #261 (Abril de 1987): "The End of the Justice League of America: Last Stand"
- Legends #6 (Abril de 1987): "Finale!"
- Capítulo 22 Spin-off: Secret Origins vol. 2, #14 (Maio de 1987): "The Secret Origin of the Suicide Squad"

## Coletâneas originais
O encadernado Legends: The Collection (ISBN 1-56389-095-X) foi publicado em 1993 coletando todas as 6 edições da minissérie.
As três edições da Superman foram coletadas no Volume 2 do encadernado da série Superman: The Man of Steel.

## Publicação no Brasil
A publicação de Lendas no Brasil foi primeiramente pela Editora Abril (Abril Jovem) entre Julho e Dezembro de 1988. A saga pode ser acompanhada em sua essência nas revistas Batman, Superamigos, Super-Homem, e na minissérie principal, Lendas.
| Título                                    | Data da publicação                             | Histórias originais |
| ----------------------------------------- | ---------------------------------------------- | --- |
| Batman 11                                 | Julho de 1988                                  | Batman #401 e Detective Comics #568 |
| Lendas 1–6                                | Julho — Dezembro de 1988                       | Legends #1–6 Firestorm, the Nuclear Man #55–56 Blue Beetle vol. 6 #9 Superman vol. 2 #3 Adventures of Superman #426 Action Comics #586 |
| Superamigos 39–43                         | Julho — Novembro de 1988                       | Green Lantern Corps vol. 1 #207 Justice League of America #258–261 Blue Beetle vol. 6 #10                                              |
| Super-Homem 51–53                         | Setembro — Novembro de 1988                    | Cosmic Boy #1–4 |
| Os Novos Titãs 25–26 Liga da Justiça 2, 4 | Abril e Maio de 1988 Fevereiro e Abril de 1989 | Secret Origins vol. 2 #10 |
| Sem publicação associada                  | Sem publicação associada                       | Warlord vol. 1, #114–115 e Secret Origins vol. 2 #14                                                                                   |

### Encadernados
A minissérie foi republicada pela editora Panini duas vezes: Em Grandes Clássicos DC #10, publicada em 2007; e em Lendas do Universo DC – Darkseid, em 2017. Posteriormente, a saga foi republicada na Coleção DC Comics Graphic Novels, da Eaglemoss.
| Título                                            | Páginas | Histórias originais coletadas     | Data de publicação | ISBN                |
| ------------------------------------------------- | ------- | --------------------------------- | ------------------ | ------------------- |
| Grandes Clássicos DC 10                           | 208     | Legends #1–6                      | Abril de 2007      | ISBN 8573512474     |
| Lendas do Universo DC – Darkseid                  | 180     | Legends #1–6 e Superman (1987) #3 | Junho de 2017      | ISBN 978-8542607246 |
| Coleção DC Comics Graphic Novels Lendas: Darkseid | 180     | Legends #1–6                      | -                  | ISBN 978-8583786269 |